# Cuando calienta el sol
Cuando calienta el sol (français : Quand le soleil chauffe) est une chanson populaire en langue espagnole, composée à l'origine sous le titre Cuando calienta el sol en masachapa. La musique a été écrite par Rafael Gaston Pérez, un auteur-compositeur et chef d'orchestre nicaraguayen. La SADAIC (en) (Société argentine des auteurs et compositeurs de musique) crédite également le compositeur argentin Carlos Albert Martinoli,,.

## Versions en espagnol

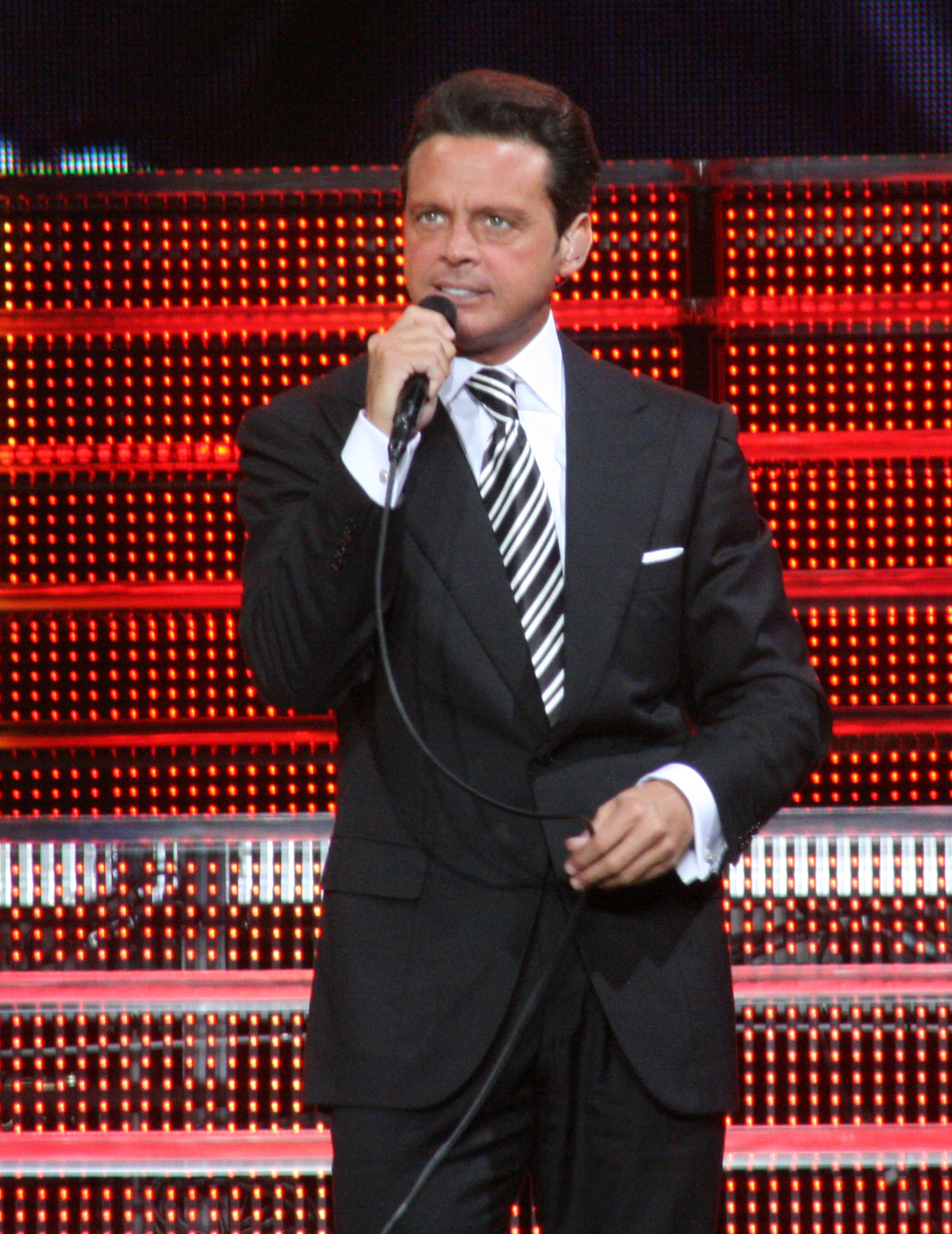
Luis Miguel, l'un des interprètes de Cuando calienta el sol.

La chanson a été publiée en 1961 et rendue célèbre par le groupe vocal cubano-mexicain Los Hermanos Rigual (en) avec les paroles de Carlos Rigual et de Mario Rigual du groupe. Elle a connu un grand succès dans de nombreux hit-parades européens, atteignant la première place en Italie et restant au sommet pendant quatre semaines consécutives.
La chanson a été interprétée par un grand nombre de chanteurs avec des enregistrements notables de Javier Solis, Connie Francis ou encore Raffaella Carrà. Le chanteur mexicain Luis Miguel a repris la chanson sur son album Soy Como Quiero Ser en 1987, produit par Juan Carlos Calderón. Elle est sortie en tant que troisième single de l'album et a atteint la 50e place du classement Billboard Hot Latin Songs aux États-Unis. Le clip de la version de Miguel a été réalisé par Pedro Torres et filmé à Acapulco.

## Adaptations

### Love Me with All Your Heart
La chanson a été adaptée en anglais avec les paroles anglaises créditées à Michael Vaughn (ou Maurice Vaughn) et parfois à Sunny Skylar (en),. Ce n'est pas une traduction des paroles originales. Une version enregistrée par les Ray Charles Singers est devenue numéro treize du Billboard Hot 100 et a passé quatre semaines à la première place du classement des singles Pop-Standard en juin 1964. Une version de Karl Denver (en) a également été enregistrée au Royaume-Uni en 1964. Une autre des Bachelors a atteint la 38e place du hitparade pop américain en 1966. Une version de Johnny Rodriguez (en) a atteint la 7e place des hit-parades nationaux américains en 1978.
Parmi les autres versions notables, citons celles de The Lettermen, Bing Crosby, Petula Clark, Engelbert Humperdinck, Nancy Sinatra ou encore Agnetha Fältskog,.

### Quand le soleil était là
La chanson a été adaptée en langue française sous le titre « Quand le soleil était là » et a été enregistrée par un grand nombre d'artistes en français dont Bob Azzam, John William et Rosy Armen (tous en 1962), Ginette Ravel (1963) et Gloria Lasso.

### Autres langues
Il existe un grand nombre d'interprétations, notamment celle de Lola Novaković intitulée Zalazak sunca ainsi que celle les chanteurs croates Trio Tividi et Gabi Novak, Kad zalazi sunce. Il existe également une version en portugais chantée par Marco Paulo intitulée Sempre que Brilha o Sol.